# Karel Doležal (politik)
Karel Doležal (* 29. června 1948 Žulová) je český politik, v letech 2009 až 2015 ředitel Úrazové nemocnice v Brně, v letech 2003 až 2004 první náměstek ministryně zdravotnictví ČR, v letech 2010 až 2014 zastupitel města Brna a v letech 2002 až 2018 zastupitel městské části Brno-Žabovřesky.

## Život
Po absolvování gymnázia v Brně vystudoval Fakultu managementu a Národohospodářskou fakultu Vysoké školy ekonomické v Praze.
Po základní vojenské službě nastoupil v roce 1973 do Výzkumného ústavu makromolekulární chemie v Brně a následně na oddělení práce a mezd Domácích potřeb Brno. Postupně se v podniku dostal na různé vedoucí ekonomické pozice.
V letech 1996 až 2000 pracoval jako vedoucí ekonomického úseku nemocnice v Hustopečích, mezi roky 2000 a 2001 byl pověřen jejím řízením. V letech 2001 až 2003 byl ředitelem Nemocnice TGM – Hodonín. Z této funkce byl odvolán pro špatné hospodaření, podle něj to byl politický krok.
Od roku 2003 do roku 2004 působil jako 1. náměstek ministryně zdravotnictví ČR Marie Součkové a poradce ministra zdravotnictví ČR Jozefa Kubinyiho.
V letech 2005 až 2008 pracoval jako náměstek pro řízení a ekonomiku v Nemocnici Milosrdných bratří Brno. Dne 19. června 2009 se stal ředitelem Úrazové nemocnice v Brně. Do výběrového řízení na tuto funkci v roce 2015 se nepřihlásil. Naopak zvítězil ve výběrovém řízení na funkci ředitele Nemocnice Hustopeče, do které byl jmenován ke dni 16. listopadu tohoto roku.
Karel Doležal je ženatý a má dvě děti.

## Politické působení
Je členem ČSSD, v níž působí jako předseda Odborné zdravotní komise při Městském výkonném výboru ČSSD Brno-město.
Do politiky vstoupil, když byl v komunálních volbách v roce 2002 zvolen za ČSSD do Zastupitelstva Městské části Brno-Žabovřesky. Mandát zastupitele městské části pak obhájil v komunálních volbách v roce 2006 i 2010. Působí také jako člen Rady Městské části Brno-Žabovřesky. V komunálních volbách v roce 2014 mandát zastupitele městské části obhájil.
V komunálních volbách v 2010 kandidoval také do Zastupitelstva města Brna a uspěl.
Pokoušel se také dostat do Zastupitelstva Jihomoravského kraje, když kandidoval v krajských volbách v roce 2004, tentokrát ale neuspěl. Působí však jako místopředseda zdravotní komise Zastupitelstva Jihomoravského kraje.
Ve volbách do Senátu PČR v roce 2014 kandidoval za ČSSD v obvodu č. 60 – Brno-město. Se ziskem 17,47 % hlasů skončil v prvním kole na 2. místě a postoupil tak do kola druhého. V něm však poměrem hlasů 36,30 % : 63,69 % prohrál s nestraníkem za KDU-ČSL Zdeňkem Papouškem.
V komunálních volbách v roce 2022 kandiduje za ČSSD do Zastupitelstva města Brna, a to na kandidátce subjektu „ČSSD VAŠI STAROSTOVÉ“. Za ČSSD kandiduje i do Zastupitelstva městské části Brno-Žabovřesky, a to v rámci uskupení „Vaše starostka a ČSSD“.